# Leucoloma cinclidiotioides
Leucoloma cinclidiotioides är en bladmossart som beskrevs av Bescherelle 1880. Leucoloma cinclidiotioides ingår i släktet Leucoloma och familjen Dicranaceae. Inga underarter finns listade i Catalogue of Life.